# Hrušová (železniční zastávka)
Hrušová je železniční zastávka nacházející se v jižní části obce Hrušová v okrese Ústí nad Orlicí. Zastávka leží v km 14,304 neelektrizované jednokolejné trati Choceň–Litomyšl mezi dopravnami Vysoké Mýto město a Cerekvice nad Loučnou.

## Historie
Trať procházející zastávkou byla zprovozněna 22. října 1882, ale zastávka s tehdejším názvem Böhmisch Hruschau byla otevřena až 1. ledna 1884.
Po roce 1918 se začal používat český název Česká Hrušová, následně v letech 1939 až 1945 dvojjazyčné označení Hruschau b/Hohenmauth / Hrušová u Vysokého Mýta. Od roku 1945 se zavedl název Hrušová u Vysokého Mýta, následně od roku 1961 jen Hrušová.

## Popis zastávky

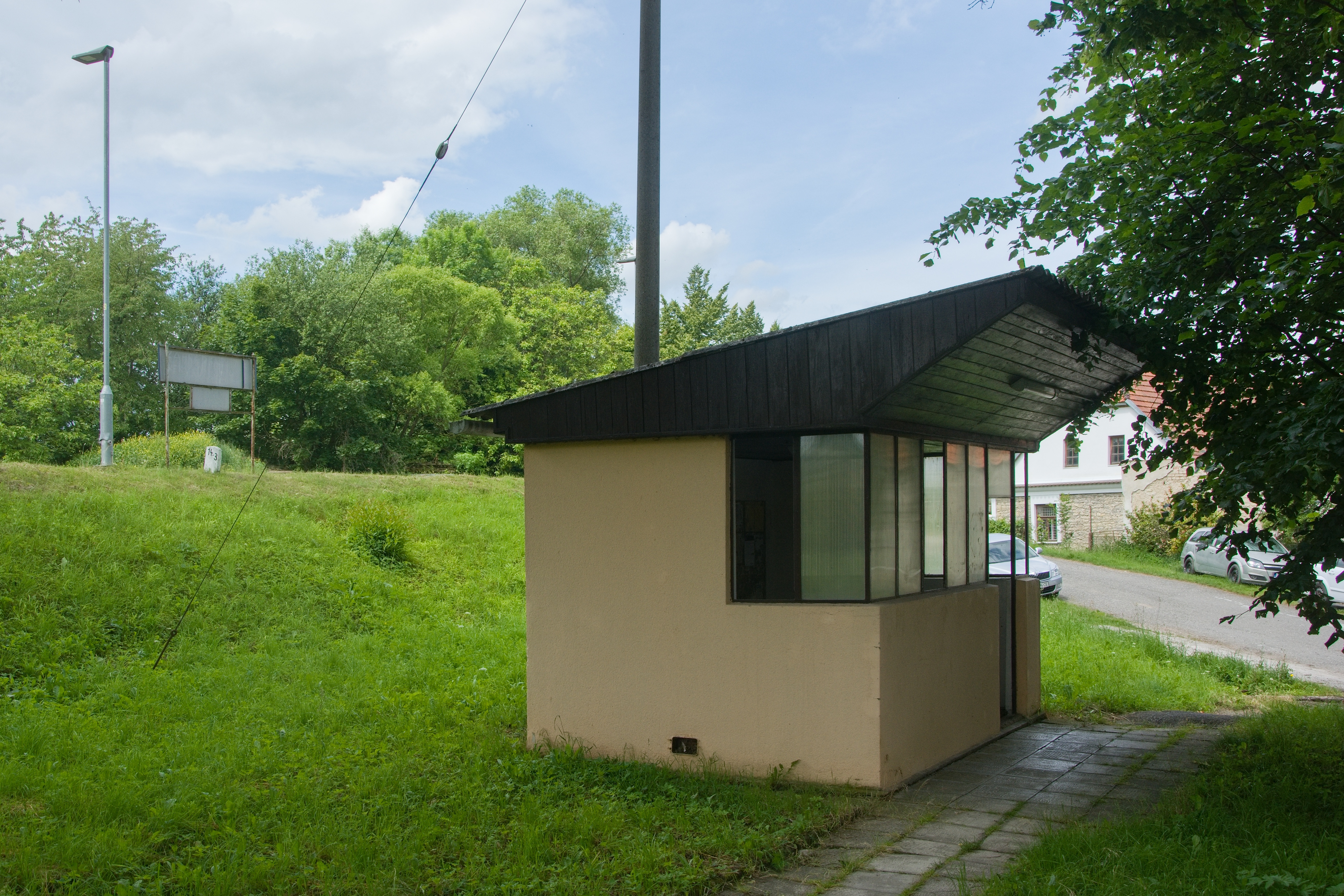
Přístřešek pro cestující

V zastávce je u traťové koleje zřízeno vnější jednostranné nástupiště o délce 70 m s nástupní hranou ve výšce 300 mm nad temenem kolejnice. Přístup k zastávce je úrovňový z příjezdové komunikace. Cestujícím je k dispozici čekárna.
U zastávky se v km 14,257 nachází přejezd P5174 zabezpečený výstražnými kříži. Jedná se o křížení s místní komunikací z Hrušové do Džbánova.